# Білбор (комуна)
Білбор (рум. Bilbor) — комуна у повіті Харгіта в Румунії. До складу комуни входять такі села (дані про населення за 2002 рік):
- Білбор (2381 особа) — адміністративний центр комуни
- Рекітіш (478 осіб)

Комуна розташована на відстані 295 км на північ від Бухареста, 81 км на північ від М'єркуря-Чука, 147 км на схід від Клуж-Напоки.

## Населення
За даними перепису населення 2002 року у комуні проживали 2859 осіб.
Національний склад населення комуни:
| Національність | Кількість осіб | Відсоток |
| -------------- | -------------- | -------- |
| румуни         | 2843           | 99,4%    |
| угорці         | 16             | 0,6%     |

Рідною мовою назвали:
| Мова      | Кількість осіб | Відсоток |
| --------- | -------------- | -------- |
| румунська | 2842           | 99,4%    |
| угорська  | 17             | 0,6%     |

Склад населення комуни за віросповіданням:
| Релігія                             | Кількість осіб | Відсоток |
| ----------------------------------- | -------------- | -------- |
| православні                         | 2845           | 99,5%    |
| римо-католики                       | 12             | 0,4%     |
| греко-католики                      | 1              | < 0,1%   |
| лютерани (Аугсбурзького сповідання) | 1              | < 0,1%   |